# Török József (orvos)
Török József (Alsóvárad, 1813. október 14. – Debrecen, 1894. március 14.) orvos, természettudós, tanár, a Magyar Tudományos Akadémia tagja.

## Élete
1813. október 14-én a Bars vármegyei Alsóváradon született. Testvére Török Pál református szuperintendens volt.
A selmeci evangélikus líceumban tanult. Középiskoláit, bölcseleti, jogi és teológiai tanulmányait a debreceni református főiskolán végezte.
1836-tól Pesten, az Újvilág (ma Semmelweis) utcai, egyre zsúfoltabbá vált egyetemi campuson folytatott orvosi tanulmányokat. 1842-ben avatták orvosdoktorrá. Ezután külföldi útra indult. Berlinben, Párizsban főleg a sebészetben képezte tovább magát.
Az irodalom terén már mint orvosnövendék munkálkodni kezdett. Orvosegészségügyi és természettudományi munkákat írt. Az MTA 1839-ben kitűzött pályázatára beadott munkája a Természettudományi pályamunkák III. kötetében került kiadásra.
Ugyanekkor Bugát Pál munkatársaként összegyűjtötte a magyar irodalomban megjelent természettudományi és orvosi műszavakat a Természettudományi szóhalmaz-ba, a magyar nyelv szótára számára pedig a vegytani műszavakat, melyeket magyarázattal is ellátott.
1843-ban Pesten kezdett orvosi gyakorlatot, sebészdoktor lett, és még abban az évben, október 7-én a Tudós Társaság levelező tagjai sorába fogadta.
1841–45 között montedegói Albert Ferenccel szerkesztette a Természettudományi Társulat évkönyvének I. kötetét, és 1847–48 évi naptárát.
1845-ben a Természettudományi Társulat másodtitkára, 1847-ben a debreceni főiskola elöljárósága a vegytan és természetrajz tanárává választotta meg. Ekkor Debrecenbe költözött, és ott maradt – mint köztiszteletben álló tanár és gyakorló orvos – élete hátralevő részében is.
1846-ban az MTA Hazai legnevezetesebb ásványvizek ismertetése címen kitűzött pályázatára is beküldte pályamunkáját, amelyet 50 arannyal díjaztak. A pályamű 1848-ban jelent meg a Magyar Irodalomterjesztő Társulat kiadásában: A két magyar haza elsőrangú gyógyvizei és fürdőintézetei címmel.
1849-ben a szabadságharc idején a debreceni két tábori kórházban mint főorvos működött, és két hónapig mint tanácsos dolgozott az egészségügyi osztálynál.
1858-ban az MTA rendes tagjai közé választotta.
1894. március 14-én hunyt el, Debrecenben.

## Főbb művei
- Magyarország közgazdaságilag nevezetes termékeiről (Buda, 1844)
- A két magyar haza elsőrangú gyógyvizei és fürdőintézetei... (Pest, 1848)
- A természettudományok elhanyagolásának káros következményeiről hazánkra nézve (Debrecen, 1848)
- Népszerű ember-élettan (Debrecen, 1881)